# Скотт (Оклахома)
Скотт (англ. Scott) — неінкорпорована громада в західно-центральній частині штату Оклагома, розташована на межі округу Каддо та округу Канадіян, за 7,5 милі (12,1 км) на схід-північний схід від міста Лукеба. Місто досить старе, воно з'явилося на карті округу 1911 року, складеної Рендом Макнеллі. .
У 1981 році потужне клиновидне торнадо безпосередньо вразило Скотт, спричинивши значні руйнування.